# 矢作雄馬
矢作 雄馬（やはぎ ゆうま、1990年7月28日 - ）は、東京都出身のオートバイレーサー。

## 経歴
越中島にある老舗ラーメン屋の次男。
2024年9月28日、2024年9月18日未明に埼玉県さいたま市西区で発生した強盗事件に関与したとして強盗致傷容疑で逮捕、2025年1月8日、同事件の詐欺容疑で再逮捕。

## 戦績
- 2007年 - 全日本ロードレース選手権GP125ランキング22位 桶川塾&ENDURANCE ホンダ RS125R
- 2008年 - 全日本ロードレース選手権GP125ランキング11位 桶川塾&ENDURANCE ホンダ RS125R
- 2009年 - 全日本ロードレース選手権GP125ランキング7位 桶川塾&ENDURANCE ホンダ RS125R
- 2010年 - 全日本ロードレース選手権GP125ランキング11位 ENDURANCE ホンダ RS125R
- 2010年 - ロードレース世界選手権125ccクラス第14戦に参戦し24位 桶川塾＆ENDURANCE ホンダ RS125R
- 2011年 - 全日本ロードレース選手権ST600ランキング5位 RT 森のくまさん佐藤塾 ヤマハ・YZF-R6
- 2012年 - 全日本ロードレース選手権J-GP3ランキング12位 BIR.Racing ホンダ NSF250R